# Alapajevsk
Alapajevsk (ruski: Алапаевск) je grad u Sverdlovskoj oblasti u Rusiji. Nalazi se na sutoci rijeka Neive i Alapajhe. 
Broj stanovnika: 
- 1968.:  49.000
- 2002.:  44.263

Alapajevsk je jedan od najstarijih središta crne metalurgije na gorju Uralu. Prva tvornica je bila izgrađena 1704. godine. 
Sam grad je utemeljen 1781. Poznat je po okolnim rudnicima i brojnim tvornicama, kao i najvećem sirotištu na cijelom Uralu.
Petar Iljič Čajkovski je proveo dio svog djetinjstva u Alapajevsku. Carević Vladimir Palej i Velika vojvotkinja Elizabeta Fjodorovna su među onima koje su boljševici nasilno ubili u rudniku blizu Alapajevska u srpnju 1918.